# 李旺站
李旺站位于中华人民共和国宁夏回族自治区中卫市海原县李旺镇，建于1995年，是宝中铁路上的一个铁路车站，现办理客货运业务，车站及其上下行区间均已电气化。车站距离宝鸡站377公里，隶属中国铁路兰州局集团，是四等站。